# Kyra Stromberg
Kyra Stromberg (* 16. Januar 1916 in Moskau; † 29. November 2006 in Bad Krozingen) war eine deutsche freie Publizistin, Schriftstellerin und Übersetzerin.

## Leben
Kyra Stromberg (eigentlich: Stromberg-Drescher) entstammte einer baltendeutschen Familie, die ein Jahr nach dem Ausbruch der russischen Revolution nach Deutschland floh. Stromberg wuchs in Hamburg und Berlin auf. Nach dem Studium neuer Sprachen besuchte sie das Lettehaus in Berlin, wo sie ihre erste fotografische Ausbildung erhielt. Später machte sie das Bildberichterstatterexamen und arbeitete als Fotografin in einem Kleinst-Ateilier in der Budapester Straße in Berlin. Nach dem Zweiten Weltkrieg verdiente sie ihr Geld als Korrespondentin für die eben entstandenen Zeitschriften – so kam sie nach Baden-Württemberg. Seit den 1970er Jahren lebte Stromberg als freie Publizistin für Zeitungen, Zeitschriften und den Hörfunk in Ehrenkirchen bei Freiburg im Breisgau. Sie veröffentlichte Essays und Feuilletons über Schriftsteller(innen) und Kulturthemen aller Art; neben der Belletristik galt ihr Interesse besonders den Bereichen Architektur und Design.
Bekannt wurde Stromberg mit ihren Biografien über Djuna Barnes und Zelda Fitzgerald sowie F. Scott Fitzgerald. Mit ihrer großen Djuna-Barnes-Biografie trug sie zudem entscheidend zur Rezeption dieser Autorin in Deutschland bei. Stromberg übersetzte im Laufe ihrer Karriere mehr als 40 Bücher ins Deutsche, u. a. Werke von John Berger, Joanne Greenberg, Muriel Spark, Edith Wharton und Virginia Woolf. Sie war Kritikerin vor allem angelsächsischer Literatur des 20. Jahrhunderts.

## Auszeichnungen
- 2002: Reinhold-Schneider-Preis für Literatur
- 1995: Hedwig-Dohm-Urkunde

## Werke
- Zelda und F. Scott Fitzgerald. Ein amerikanischer Traum, Berlin 1997, ISBN 3-87134-225-4.
- Djuna Barnes. Leben und Werk einer Extravaganten, Berlin 1989 (1999 neu aufgelegt), ISBN 3-8031-3546-X.
- Der große Durst. Reise durch Iran, Hamburg 1954.
- Das Nadelöhr, Hamburg 1952.